# Andris Naudužs
Andris Naudužs (Dobele, 5 november 1974) is een voormalig Lets wielrenner die beroepsrenner was tussen 2000 en 2005.
In 2001 werd hij voor zes maanden geschorst wegens het gebruik van anabole steroïden.

## Belangrijkste overwinningen
1995
- 3e etappe Ronde van Polen

2000
- Tour du Lac Léman

2001
- Stausee Rundfahrt
- 1e etappe Vuelta a Tachira

2002
- 3 etappes en het eindklassement Ronde van Senegal
- 2 etappes Ronde van Bulgarije

2003
- Lets kampioen op de weg
- 1e etappe Dookola Mazowska

2004
- Ronde van Reggio Calabria
- Stausee Rundfahrt

2005
- 1e etappe en eindklassement Omloop van Lotharingen

## Resultaten in voornaamste wedstrijden
| Jaar | Ronde van Italië | Ronde van Frankrijk | Ronde van Spanje |
| ---- | ---------------- | ------------------- | ---------------- |
| 2000 | opgave           |                     |                  |
| 2003 | uitgesloten      |                     |                  |
| 2004 | 106e             |                     |                  |

| Jaar | Ronde van Vlaanderen | E3 Harelbeke |
| ---- | -------------------- | ------------ |
| 2000 |                      |              |
| 2003 |                      |              |
| 2004 | 107e                 | ↑            |

Aug ·
Bajenov · 
Cardellini · 
Cipollini ·
Clinger ·
Colombo · 
Derganc ·
Fagnini ·
Failli ·
Fischer ·
Galletti ·
Gentili ·
Giunti ·  
Iannetti ·
Jones · 
Kolobnev · 
Lombardi ·
Marinangeli ·
Mori ·  
Naudužs ·
Scarponi ·
Scirea ·
Secchiari ·
Simeoni ·
Valoti ·
Agnoli (stagiair) ·
De Fino (stagiair)